# イマジネイト
『イマジネイト』(Imaginate)は、タクシーライドのデビュー・アルバム。オーストラリアでミリオンセラーを記録。1999年6月1日にアメリカで、1999年10月18日にオーストラリアで、2000年2月23日に日本で、2000年4月に台湾とヨーロッパでリリースされた。

## 収録曲
1. Can You Feel (3:15)
2. Get Set (3:17)
3. Everywhere You Go (3:35)
4. 72 Hour Daze (4:48)
5. Rocketship (3:39)
6. Let Me Die Young (4:24)
7. Rachael (3:00)
8. Ice Cream (3:27)
9. Let's Spend the Night (2:44)
10. Nothing In This World (3:29)
11. Counting Down the Days (2:41)
12. Back Again (1:33)
13. Helplessly Hoping (from the film A Walk on the Moon) (2:22)
ボーナス・トラック。
14. Get Set (Original Demo Version) (3:00)
日本語版のみのボーナス・トラック。